# Paul C. Edmunds

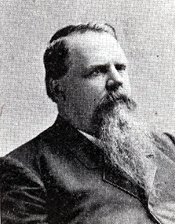
Paul C. Edmunds

Paul Carrington Edmunds (* 1. November 1836 im Halifax County, Virginia; † 12. März 1899 in Houston, Virginia) war ein US-amerikanischer Politiker. Zwischen 1889 und 1895 vertrat er den Bundesstaat Virginia im US-Repräsentantenhaus.

## Werdegang
Paul Edmunds erhielt zunächst eine private Ausbildung und studierte danach bis 1855 an der University of Virginia in Charlottesville. Nach einem anschließenden Jurastudium am College of William & Mary in Williamsburg und seiner 1857 erfolgten Zulassung als Rechtsanwalt begann er in Jefferson City (Missouri) in diesem Beruf zu arbeiten. Bereits im Jahr 1859 kehrte er nach Virginia zurück, wo er sich auf seiner Farm im Halifax County in der Landwirtschaft betätigte. Während des Bürgerkrieges war er Leutnant im Heer der Konföderation. Nach dem Krieg schlug er als Mitglied der Demokratischen Partei eine politische Laufbahn ein. Zwischen 1881 und 1888 saß er im Senat von Virginia. Im Juli 1884 war er Delegierter zur Democratic National Convention in Chicago, auf der Grover Cleveland als Präsidentschaftskandidat nominiert wurde.
Bei den Kongresswahlen des Jahres 1888 wurde Edmunds im sechsten Wahlbezirk von Virginia in das US-Repräsentantenhaus in Washington, D.C. gewählt, wo er am 4. März 1889 die Nachfolge von Samuel I. Hopkins antrat. Nach zwei Wiederwahlen konnte er bis zum 3. März 1895 drei Legislaturperioden im Kongress absolvieren. Ab 1891 war er Vorsitzender des Ausschusses zur Kontrolle der Ausgaben des Landwirtschaftsministeriums.
Im Jahr 1894 verzichtete Paul Edmunds auf eine weitere Kongresskandidatur. Er starb am 12. März 1899 in Houston.